# Наймон
Наймон (рум. Naimon) — село у повіті Селаж в Румунії. Входить до складу комуни Добрін.
Село розташоване на відстані 395 км на північний захід від Бухареста, 16 км на північ від Залеу, 71 км на північний захід від Клуж-Напоки.

## Населення
За даними перепису населення 2002 року у селі проживали 92 особи, усі — угорці. Усі жителі села рідною мовою назвали угорську.